# Pleasure P
Pleasure P, właśc. Marcus Ramone Cooper  (ur. 27 grudnia 1984 w Miami na Florydzie) – amerykański piosenkarz R&B. Swój sukces zawdzięcza grupie Pretty Ricky. W 2007 rozpoczął karierę solową. Jego debiutancki album The Introduction of Marcus Cooper ukazał się w czerwcu 2009. Jego pierwszy singiel nagrany z Pretty Ricky pt. „Puddles” został wydany na Walentynki 2015. Był to najbardziej poszukiwany utwór w stacji radiowej 99 Jamz w południowej części Florydy w dniach po jego wydaniu.

## Dyskografia

### Albumy
- 2009: The Introduction of Marcus Cooper
- 2010: Suppertime

### Single
| Rok  | Tytuł              | Pozycja | Pozycja | Album                             |
| Rok  | Tytuł              | US      | US R&B  | Album                             |
| ---- | ------------------ | ------- | ------- | --------------------------------- |
| 2008 | „Did You Wrong”    | 90      | 20      | The Introduction of Marcus Cooper |
| 2009 | „Boyfriend #2”     | 42      | 2       | The Introduction of Marcus Cooper |
| 2009 | „Under”            | 78      | 5       | The Introduction of Marcus Cooper |
| 2010 | „Lick, Lick, Lick” | —       | —       | Suppertime                        |

### Występy gościnne
| Rok  | Tytuł                                          | Pozycja | Pozycja | Album             |
| Rok  | Tytuł                                          | US      | US R&B  | Album             |
| ---- | ---------------------------------------------- | ------- | ------- | ----------------- |
| 2009 | „Hunt 4 U”" (Teairra Marí feat. Pleasure P)    | -       | 123     | At That Point     |
| 2009 | „Shone” (Flo Rida feat. Pleasure P)            | 57      | 81      | R.O.O.T.S.        |
| 2009 | „Aloha” (Fat Joe feat. Pleasure P & Rico Love) | -       | 100     | J.O.S.E. 2        |
| 2009 | „Hands On You” (Juvenile feat. Pleasure P)     | -       | -       | Cocky & Confident |

## Nagrody i nominacje
| Rok  | Nagroda        | Kategoria                                | Tytuł                                    | Rezultat  |
| ---- | -------------- | ---------------------------------------- | ---------------------------------------- | --------- |
| 2010 | Nagroda Grammy | Najlepsze męskie wokalne wykonanie – R&B | „Under” (2009)                           | Nominacja |
| 2010 | Nagroda Grammy | Najlepsza piosenka R&B                   | „Under” (2009)                           | Nominacja |
| 2010 | Nagroda Grammy | Najlepszy album – współczesne R&B        | The Introduction of Marcus Cooper (2009) | Nominacja |